# Gisela Schneider-Herrmann
Gisela Schneider-Herrmann (* 1. September 1893 in Berlin; † 1992) war eine deutsch-niederländische Klassische Archäologin.
Schneider-Herrmann wurde 1893 als Tochter des jüdischen Fabrikanten Alphons Herrmann und dessen Ehefrau Elsabeth geb. Neustaedter in der Köpenicker Straße 105/106 in der Luisenstadt geboren. Von 1916 bis 1920 studierte sie Philologie, Kunstgeschichte und Archäologie. Seit 1920 lebte sie mit ihrem Mann, dem deutsch-jüdischen Händler für Südfrüchte Georg Schneider, in den Niederlanden. Anfang der 1930er Jahre verbrachten sie einige Jahre in Hamburg, wo Gisela Schneider-Herrmann weiterstudierte. Seit 1933 lebten sie in Rotterdam und Gisela studierte zeitweise Klassische Archäologie bei Constant Willem Lunsingh Scheurleer (1881–1941) an der Universität Leiden. 1939 wurden ihr Mann und sie niederländische Staatsbürger und lebten in Den Haag. Von 1942 bis 1945 lebte sie während der deutschen Besetzung der Niederlande versteckt, ihr Mann hielt sich in Indien auf.
Sie beschäftigte sich wissenschaftlich vor allem mit der unteritalischen Vasenmalerei. Auch trug sie eine Sammlung von antiken Kunstwerken zusammen, die sie 1975 publizierte und 1992 dem Rijksmuseum van Oudheden in Leiden schenkte, wo sie bereits während der Kriegszeit versteckt gewesen war.
In den 1950er Jahren publizierte sie im Umkreis des Castrum Peregrini zu Stefan George und Hölderlin.

## Veröffentlichungen (Auswahl)
- Stefan George in seiner Dichtung. Origo, Zürich 1957.
- Hölderlins 'Friedensfeier' und der griechische Genius. Eine Deutung. Origo, Zürich 1959.
- Hölderlins Ode 'Dichterberuf'. Ihre religiöse Prägung. Origo, Zürich 1960.
- Eine niederländische Studiensammlung antiker Kunst. (= Bulletin antieke beschaving Supplement 1). Leiden 1975.
- Apulian red-figured paterae with flat or knobbed handles. (= Bulletin of the Institute of Classical Studies of the University of London Supplementary papers 34). Institute of Classical Studies, London 1977, ISBN 0-900587-36-9.
- Red-figured Lucanian and Apulian nestorides and their ancestors. Amsterdam, Allard Pierson Museum 1980.
- The Samnites of the fourth century BC as depicted on Campanian vases and in other sources. (= Bulletin of the Institute of Classical Studies of the University of London Supplementary papers 61). Institute of Classical Studies, London 1996, ISBN 0-900587-64-4.

## Einzelnachweis
1. ↑  StA Berlin VI, Geburtsurkunde Nr. 1867/1893

| Personendaten    | Personendaten                                  |
| ---------------- | ---------------------------------------------- |
| NAME             | Schneider-Herrmann, Gisela                     |
| ALTERNATIVNAMEN  | Herrmann, Gisela (Geburtsname)                 |
| KURZBESCHREIBUNG | deutsch-niederländische Klassische Archäologin |
| GEBURTSDATUM     | 1. September 1893                              |
| GEBURTSORT       | Berlin                                         |
| STERBEDATUM      | 1992                                           |
| STERBEORT        | Niederlande                                    |